# 武林群英會
武林群英會（葡萄牙語：Encontro de Mestres de Wushu），是澳門特別行政區體育局與澳門武術總會舉辦的一項年度武術競技和展示等系列活動，集合體育、旅遊和文化元素，於2016年首度舉辦，最近一次於2019年舉辦。2020年，體育局局長溜永權表示，計劃將該活動提前至同年5月舉行，但受到COVID-19疫情影響，活動計劃可能只會抽取當中個別受歡迎活動作單獨設項舉行；其後改為該年停辦。2021年3月下旬更宣佈暫時停辦，指出指過去在舉辦武林群英會後，武術在澳門的發展及推動已漸漸得到成效，未來會把資源放在其他項目，助力不同的項目在澳門發展。

## 背景
2016年4月21日，時任社會文化司司長譚俊榮表示，計劃於該年8月中下旬首次舉行“武林群英會”，結合旅遊、體育、盛事和文化創意等元素，希望打造為以武術為主題的嘉年華。活動將邀請內地和國際級武術運動員來澳比賽，同時會加插武術表演和獅藝表演等，日後更將活動延長至一星期並每年舉辦。譚俊榮又表示，冀望首次活動舉行能創作出相關的文化產品，使澳門旅遊和文化相結合，成為與澳門大賽車一樣的大型年度盛會。
2016年4月30日下午，社會文化司於塔石體育館內舉行「武林群英會」集思會，希望透過活動，能廣納本地武術界人士的意見並集思廣益，使活動得以順利舉行並辦得有聲有色。在集思會中不少與會者表示，希望當局能明確活動定位，例如是面向什麼族群，流程上又有什麼具體安排。體育局局長潘永權回應指，初步計劃包括舞龍舞獅、套路比賽、散打比賽等，由於屆時可能天氣炎熱，活動場地之一的塔石廣場又是露天場地，故主要活動會安排在黃昏後舉行，現場亦會設帳蓬遮陽、噴水風扇降溫。潘永權又指，當局亦構想在活動同期，舉辦論壇探討武術的「武德」，藉以向青少年宣傳正確觀念。有不少武術界人士指本地武術界不夠重視，更出現部分流派出現失傳危機，冀望通過活動能讓更多人關注民間傳統武術的發展，加深市民了解本地傳統武術文化。
2016年5月9日，旅遊發展委員會舉行該年度首次全會會議，由時任社會文化司司長、委員會主席譚俊榮主持。譚俊榮表示，上任後一直致力促進旅遊業的可持續發展，加大發揮協同效應。對於“武林群英會”即將於該年8月舉行，他指出澳門具備堅實基礎，定能發揮優勢和特色。自20世紀60年代在新花園泳池舉行“吳陳比武”迄今半個多世紀，帶動了武俠小説、武俠電影的持續風行，“武林群英會”將結合旅遊、體育、盛事和文創等元素，旨在打造以弘揚武德、傳承中華文化為主題的嘉年華，並逐步發展成為老少咸宜的年度盛事，令更多市民及旅客參與其中，鼓勵大眾健體之餘，又可延長旅客留澳時間。
2016年6月26日，時任社會文化司司長譚俊榮表示，第一屆“武林群英會”確定於該年8月11日至14年舉行，並將該活動打造成為澳門本地旅遊、文化、體育盛事，並於每年暑假期間舉行。

## 歷年資料

### 2016年
2016年7月7日，社會文化司舉行記者會公佈首屆活動詳情，體育局和澳門武術總會於記者會上共同簽署武林群英會合作協議書。首屆活動主要在塔石廣場舉行，其他場地包括塔石體育館、議事亭前地、祐漢公園和友誼廣場，以及其他社區等。記者會中更邀請多位武術高手或運動員進行表演，更宣佈邀請多名武術名會來澳切磋交流；活動舉行多項示範與體驗，更舉行多場武術論壇進行交流等。
2016年8月4日，體育局公佈門票派發安排，又公佈進行多場活動包括武術比拼、論壇及於塔石廣場舉行開幕與閉幕儀式，更於開幕式邀請中外名家及各地武術運動員進行表演，更於同年8月14日下午舉行巡遊由大三巴牌坊經議事亭前地再前往塔石廣場，其後於晚上舉行閉幕儀式。
2016年9月20日，時任社會文化司司長譚俊榮受訪時表示，滿意首屆活動，並透露體育局正評估活動的成效，向武術團體及居民做調查，稍後將公佈調查報告。對於會否續辦將視乎大部分居民意見再作決定。
2016年9月29日，主辦單位舉行記者會總結首屆「武林群英會」，公布早前委託易研方案調查報告，當中指出超過八成受訪者認為活動對澳門旅遊業有幫助，決定2017年繼續舉辦「武林群英會」。問卷調研共訪問1,002人。問卷結果顯示近六成市民和八成三旅客對活動感到滿意，八成三市民表示支持續辦「武林群英會」。但同時提出「武林群英會」的互聯網認知度低，未來舉辦活動時會加強網絡宣傳。在效益評估方面，部分市民認為「群英會」有助於促進文化活動及體育交流，同時也提升整體武術運動發展，更重要的是，可為舉辦活動區域帶來一定的經濟成效。

### 2017年
2017年3月19日，體育局局長潘永權出席公開活動受訪時透露，「第二屆武林群英會」將於今年8月10日至13日舉行。又表示活動得到市民和遊客很好反應而繼續舉辦。活動包括設有亞洲龍獅錦標賽、搏擊及散打等項目，亦會邀請武林高手來澳表演套路等。
2017年3月27日，時任社會文化司司長譚俊榮表示，活動詳情需等侯體育局提交的具體方案後將適時公布。又稱武林群英會應為澳門重要旅遊項目，可以推廣市民習武和發揚中國國粹，等待政府日後介紹更多武林群英會的情況讓大家知道。
2017年6月22日下午，社會文化司舉行新聞發布會，公布第二屆武林群英會活動詳情。宣佈第二屆活動將於該年8月10日至13日一連四天舉行，活動包括亞洲龍獅錦標賽、搏擊及散打等項目，同時邀請武林高手表演套路等。活動預算縮減至約1,800萬元，比首屆少200萬，籌備工作已全面展開，透過不同形式的武術活動讓市民和遊客能參與其中。該年活動同時新增「武術夏日嘉年華」，將設有舞台表演區，互動遊戲體驗區及文創區。文創區將設有多個攤位推廣澳門及與武術相關的文創產品，結合及發揮體育、旅遊和文化的協同效應。

### 2018年
2018年7月11日聯合新聞發佈會上，公佈增加澳門旅遊局、文化局和文化產業基金三個協辦單位，“武林群英會 2018 ”活動將於該年8月2日至5日隆重舉行，活動結合澳門獨特的體育、旅遊、文化特質，以不同形式將武術豐富的內涵傳承下去，為這項體育品牌盛事注入更多元素，同時更為武術運動奠下新里程碑。第三屆活動中並首次舉辦「世界大學生武術錦標賽」、「一帶一路龍獅邀請賽」，同時保留其他比賽項目、嘉年華和巡遊活動等。活動舉行期間亦將同期舉行由國際拳擊聯合會一帶一路區主辦的「2018 IBF絲路冠軍聯賽」。
2018年8月5日閉幕儀式上，體育局局長潘永權總結活動時稱活動覆蓋面更廣，效果亦較預期好，經評估約有10萬人次參與。但他補充，對於活動來說，3年時間仍未算太成熟，仍需深入瞭解居民、旅客對活動的接受和熱愛程度。

### 2019年
「2019武林群英會」於該年8月1日至4日舉行。活動包括功夫搏擊、龍獅比賽、散打比賽、武術龍獅巡遊和開閉幕儀式。同年活動新增「大灣區踢拳邀請賽」項目，但取消較受歡迎的“國際武術套路賽”項目。
2019年7月21日，體育局於塔石體育館派發世界搏擊賽及閉幕匯演門票，兩項活動各派發約3,000張門票，每人可領取2限，其餘活動項目無需門票。
2019年8月1日至4日，「2019武林群英會」受惡劣天氣影響，開幕式和活動因受天氣影響而調整表演場地。該年8月4日的閉幕匯演改於塔石體育館舉行。局長潘永權總結活動時稱，活動期間約有6萬人次參與，較以往少，主要原因是天氣不穩定，當中有部分活動亦因此取消或調整，但初步觀察活動符合預期。他認為活動一年比一年受市民歡迎，透過活動讓更多居民和旅客知道澳門是提供各地武術家切磋武藝的平台，達到活動舉辦的預期效果。

### 2020年起：停辦
2021年3月23日，體育局局長潘永權表示，受全球COVID-19疫情影響，已停辦一年的“武林群英會”活動暫不考慮舉辦，認為未來應把資源投放於其他項目發展。

## 舉行地點
舉行地點方面，2019年的活動於塔石廣場、祐漢公園和塔石體育館舉行，但受惡劣天氣影響，開幕式由塔石廣場移師至塔石體育館舉行，而「武術夏日嘉年華」活動臨時取消，部分比賽項目改於塔石體育館B館進行。

## 爭議事件

### 第一屆活動期間相關爭議及抗議事件
- 舊愛都酒店及新花園泳池再利用構想爭議：社會文化司司長譚俊榮舉辦「武林群英會」中言論爭議
- “文物殺手譚俊榮”直幡懸掛事件：首屆武林群英會開幕前夕之抗議事件

### 開支和佈置問題
2016年首屆活動中，社會文化司豪擲2,000萬澳門元舉辦活動，被社會大眾批評。可從現場觀眾人數、海外知名度，以及社會認受性及參興度而論，與官方所說的成功相距甚遠，而活動裝置道具用淘寶貨，惹人質欵、反感，甚至判死刑。在網絡年代，一出事就讓人先入為主，日後難以挽回、翻身，群英會出師不利。導致群英會活動被民間認為是失敗之作，原因包括網路興起、酷熱天氣加奧運賽期、構毗到舉辦時間短導致籌備不足、整體水平低導致吸引力不足、項目缺乏新意等，被批評為“放煙花式”行為。
有設計師更正面批評，宣傳與佈置道具得到的效果強差人意，當中所用的道具可直接以「醜陋」形容，引起社會一片負評。
澳門公民力量會長林玉鳳認為，政府做了一個十分危險又錯誤的決策，又認為活動應該要有周詳的策劃，既可以推廣武術，亦要培育本地運動員。又表示社文司在近年拆卸文物的爭議，以及社會資源、空間資源過份傾斜旅客的爭議，政府應該要痛定思痛，進行嚴肅的全面檢討。
澳門立法會直選議員高天賜認為政府拒絕交代具體數字開支，聲稱要先得到相關博企同意，他認為這解釋是非常荒謬。他認為，尤其是官商合辦的項目，政府更應清楚交代帳目，否則容易成為腐敗的溫床，他促請審計署介入調查。高天賜認為，澳門市民有知情權去監管政府使用公帑的情況，他促請相關部門主動將該項目的收支交到立法會審議。
時任直選議員吳國昌批評政府在公共工程例牌驚人超支、批給服務及各種名目舉措和活動的開支款額不合理且每每涉天文數字，都早已罄竹難書，其中年來又以社文司被指好大喜功而「錢多任性」表現最令人側目，認為特區政府一直迴避落實《基本法》賦予立法會監督政府財政職責而需要提案修改《財政預算綱要法》，且議員本身的履行監督職責的質素水平也不高；至於審計署及廉政公署雖則多年不斷揭露公共部門批給項目的弊端，但政府依然維持著「意見接受，態度照舊」的宗旨，根本漠視維護公共利益，卻在批給上長期未能讓市民對官商勾結問題釋疑。
對於2016年首屆活動佈置多是淘寶山寨「紙紮」貨，慘被市民諷更似「盂蘭盛會」。社文司長譚俊榮回應時表示，尊重市民意見，但他個人感到好滿意，時任社會文化司司長譚俊榮更指出市民的反應好踴躍，又認為8月是旅遊黃金時段，相信可以產生協同效應。時任行政長官崔世安繼續撐社會文化司司長譚俊榮，做了先算、再評估效益，崔世安指本人非常認同要將澳門打造成「盛事之都」，而武術群英會可以豐富旅遊內涵、提高澳門國際知名度。

## 外部鏈接
- 武林群英會官方網站 （页面存档备份，存于）